# Obština Kneža
Obština Kneža (bulharsky Община Кнежа) je bulharská jednotka územní samosprávy v Plevenské oblasti. Leží na severu středního Bulharska v Dolnodunajské nížině. Sídlem obštiny je město Kneža, kromě něj zahrnuje obština 3 vesnice. Žije zde zhruba 13 tisíc obyvatel.

## Sídla
Všechna sídla v obštině jsou samosprávná.
- Brenica
- Enica
- Kneža[p 1] (sídlo správy)
- Lazarovo

## Sousední obštiny
| Růžice kompasu |               | Orjachovo     | Dolna Mitropolija | Růžice kompasu |
| Růžice kompasu | Bjala Slatina | Sever         | Iskăr             | Růžice kompasu |
| Růžice kompasu | Bjala Slatina | Obština Kneža | Iskăr             | Růžice kompasu |
| Růžice kompasu | Bjala Slatina | Jih           | Iskăr             | Růžice kompasu |
| Růžice kompasu | Červen Brjag  |               |                   | Růžice kompasu |

## Obyvatelstvo
V obštině žije 13 270 obyvatel a je zde trvale hlášeno 13 701 obyvatel. Podle sčítání 7. září 2021 bylo národnostní složení následující:
- Bulhaři: 10 898 (91.0 %)
- Romové: 859 (7.2 %)
- Turci: 201 (1.7 %)
- ostatní: 20 (0.2 %)

V období 2011 až 2021 v obštině ubylo 1 938 obyvatel.